# ピロクテーテース

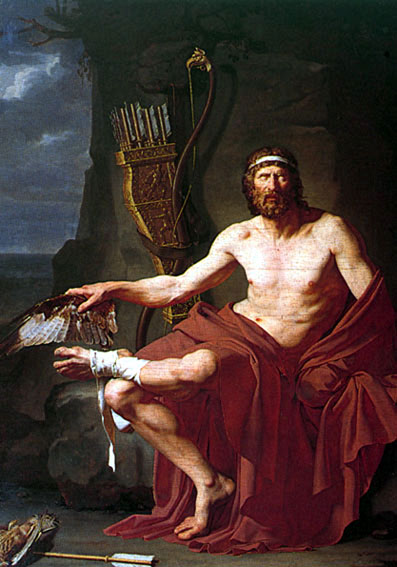
ジャン＝ジェルマン・ドルーエが傷ついたピロクテーテースを描いた1788年の『レムノス島のピロクテテス』。シャルトル美術館所蔵。

ピロクテーテース（古希: Φιλοκτήτης、古代ギリシア語ラテン翻字: Philoktḗtēs、羅: Philoctetes）は、ギリシア神話に登場する英雄である。長母音を省略してピロクテテスとも表記される。ポイアースの子。トロイア戦争にはオリゾーン人を率いて7隻の船とともに参加した。トロイア戦争の前にはイアーソーンとアルゴー船探検隊（アルゴナウタイ）の冒険にも参加している。

## 神話

### トロイア戦争
ピロクテーテースは、トロイア戦争にヘーラクレースの弓を持参したが、これは自身もしくは父ポイアースがヘーラクレースから貰ったものという。この弓を入手したいきさつについてはネッソスの項を参照。
ピロクテーテースはヘレネーの元求婚者だったためにトロイア戦争に参加したが、トロイアに着く前に、テネドス島において毒蛇に噛まれた（一説によると、別の同名の島にて箙（えびら）から落ちた矢で傷ついた。その矢は彼がヘーラクレースから譲り受けたもので、ヒュドラーの毒が塗布してあった）。その傷はなかなか治らず、ひどい悪臭をはなった。このためオデュッセウスがピロクテーテースをレームノス島に捨て、オリゾーン勢は小アイアースの異母兄弟メドーンが率いることになった。
十年後、トロイアはまだ落ちていなかった。ピロクテーテースの持つヘーラクレースの弓なくしては、トロイアを陥落させることができないという運命だったのである。ギリシア勢の預言者カルカースはこのことを予言し、ディオメーデースとオデュッセウスがピロクテーテースを迎えに来た。別の説では、トロイアから捕らえられたヘレノスという預言者が、パリスの死後にヘレネーを貰えなかった腹いせにこのことを予言したという。ピロクテーテースは洞窟に住み、弓で獲物を捕らえて生きながらえていた。ピロクテーテースの傷は癒えておらず、かなりやつれていた。
ピロクテーテースは、自身をレームノス島に捨てたオデュッセウスを見たときに、かっとなって彼を殺そうとしたが、やっとのことで思いとどまった。そして、彼らの説得に応じてトロイア戦争に復帰した。三大悲劇詩人は、この場面を主題としたギリシア悲劇を書いたが、現在まで残っているのはソポクレースの『ピロクテーテース』だけである。なお、この悲劇では、説得に来たのがオデュッセウスとネオプトレモスだったことになっている。

### 傷の治癒と活躍
ギリシア勢の陣地につれてこられたピロクテーテースは、アスクレーピオスの子ポダレイリオスの治療を受け、戦闘ができるところまで復活した。クイントゥスの 『トロイア戦記』 によれば、ピロクテーテースはヘーラクレースの鎧を身にまとって出陣したという。戦闘に復帰したピロクテーテースは、弓の名手といわれ、アキレウスを弓で殺したパリスを、逆に弓で射殺すなどして活躍した。パリスもピロクテーテースに向けて矢を放ったが、ピロクテーテースにかわされてしまった。瀕死の重傷を負ったパリスは、退いて傷を治す能力をもったオイノーネーの元に向かうが、拒絶されて死んだ。詳しくはパリスの項を参照。その後、ピロクテーテースはトロイアの木馬に乗り込むなどして活躍した。

### 戦後
トロイアの陥落後、帰途に着いたギリシア勢は神々の怒りに触れて放浪するなどしたが、ピロクテーテースも例外ではなく、イタリアのカンパーニャ人の国（現在のカンパニア州）に流れ着いたとのことである。イタリア南部の諸都市はピロクテーテースによって建立されたとの伝説があり、彼は崇拝されていた。
なお、このピロクテーテースは、ヘーラクレースの数多い男色相手のひとりである。

## ソポクレースの悲劇
ソポクレースの悲劇においては、前述の通り、オデュッセウスとネオプトレモスがピロクテーテースを戦線復帰させるべくレームノス島に来訪した。オデュッセウスは、ネオプトレモスに何も知らない風を装い、ピロクテーテースと親友になることを命じた。ネオプトレモスは故郷へ帰る途中だと嘘を吐き、また、ギリシア軍の頼みでトロイア戦争に参戦したのに、父アキレウスの鎧具を貰えず、オデュッセウスを恨んでいるという話もでっち上げた。ピロクテーテースは自分を島に置き去りにしたオデュッセウスを心底憎んでいたため、それに共感し、ついに打ち解け親友になることができた。
ピロクテーテースはヘーラクレースの弓矢を触りたいというネオプトレモスの希望に応え、その弓矢を彼に手渡した。そこでオデュッセウスが現れ、「トロイア戦争に参戦せよ、さもなくばヘーラクレースの弓矢はいただく」と脅した。ピロクテーテースはそれでも首を縦に振らず、断固拒否した。仕方がないとし、わずかな船員たちだけをピロクテーテースの元に残し、彼らは船へと去った。
船員たちはピロクテーテースの心変わりを望んだが、ただ嘆き怒り狂うのみで一向に心変わりしなかった。船員たちも船に戻ろうとしたその矢先、ネオプトレモスが帰ってきた。彼は、計略とは言え、一時は親友だったピロクテーテースを裏切るのに、罪悪感を覚えていた。そこで、オデュッセウスの反対を押し切り、ヘーラクレースの弓矢をピロクテーテースに返した。
ピロクテーテースはその行為に感動するも、それでもトロイア戦争に参戦することだけは断固拒否し、逆に故郷へ帰ろうとネオプトレモスを説得した。ネオプトレモスはそれを受け、我が故郷をギリシア軍の怒りから守ってくれるのならと、それに応じた。
その時、ピロクテーテースの住んでいた洞窟の影から神と化したヘーラクレースが現れ、ピロクテーテースに「トロイア戦争に参戦し、陥落させて、栄誉を受け取れ」と伝えた。ピロクテーテースとネオプトレモスはヘーラクレースの言葉に従い、前言撤回し、トロイア戦争に参戦することにした。